# Hailfingen
Hailfingen est un quartier de la ville de Rottenburg am Neckar, situé en République fédérale d'Allemagne, dans le Land du Bade-Wurtemberg, dans l'arrondissement de Tübingen.

## Géographie
Le quartier de Hailfingen est situé à neuf kilomètres au nord-ouest de Rottenburg et neuf kilomètres au sud de Herrenberg. Il est le faubourg le plus septentrional de Rottenburg.

### Expansion
Le territoire communal de Hailfingen s'étend sur 751 hectares, dont 75 % sont consacrés à l'agriculture, 13,1 % à la sylviculture, 11,2 % constituent des zones d'habitations.

### Communes voisins
Le quartier de Hailfingen est voisin de Tailfingen, Reusten, Oberndorf, Seebronn et Bondorf. Tous ces villages, sauf Bondorf et Tailfingen sont situés dans l'arrondissement de Tübingen. Bondorf est une commune dans l'arrondissement de Böblingen. Tailfingen est un village dans la commune de Gäufelden, dans l'arrondissement de Böblingen. Oberndorf et Seebronn sont deux quartiers de la ville de Rottenburg. Et Reusten est un quartier de la commune de Ammerbuch.

## Population
Au 31 janvier 2008, 1 581 habitants peuplaient Hailfingen (densité de population de 211 hab./km2).

### Religions
Les habitants de Hailfingen sont majoritairement catholiques.